# Johann Eberhard Jungblut
Johann Eberhard Jungblut, né le 18 octobre 1722 à Luxembourg, décédé le 7 juillet 1795 à Prinzendorf an der Zaya, surnommé le « prêtre des pommes de terre », est un prêtre luxembourgeois qui s'est illustré dans le Weinviertel (littéralement « quartier vinicole ») du nord de la Basse-Autriche.

## Biographie
Johann Eberhard Jungblut a fait ses études à Trèves et a reçu son ordination sacerdotale en 1757 à Gorizia, ville italienne qui appartenait à l'époque à l'Autriche.
En 1759, il est embauché comme collaborateur (chapelain) à Wilfersdorf (Basse-Autriche) et devient, en 1760, curé dans les environs de Prinzendorf an der Zaya. 
Selon d'autres sources, Johann Eberhard Jungblut aurait été collaborateur à Wilfersdorf dans les années 1758-1760 et ne serait venu à Prinzendorf qu'en 1761. 
Il y a consensus sur le fait qu'il a introduit la pomme de terre à Prinzendorf en 1761, et donné ainsi l'impulsion à cette culture en Basse-Autriche.
On suppose que les tubercules provenaient de son pays natal. L'ancien duché de Luxembourg faisait alors partie des Pays-Bas autrichiens, si bien que Jungblut est appelé à tort le « Hollandais » dans l'histoire locale. Ses efforts pour la naturalisation et la diffusion de la pomme de terre lui ont valu le surnom de « prêtre des pommes de terre ».
Son successeur, le père Franz Xaver Elsner, a érigé en 1834 un monument en son honneur à l'arrière de l'église de Prinzendorf.
Le musée de la pomme de terre de Prinzendorf (Erdäpfelmuseum Prinzendorf), fondé en 1973, présente une exposition permanente pour entretenir la mémoire du « prêtre des pommes de terre ».